# Abarema centiflora
Abarema centiflora е вид растение от семейство Бобови (Fabaceae). Видът е уязвим и сериозно застрашен от изчезване.

## Разпространение и местообитание
Среща се само в боливийските Анди.